# Bibio collaripes
Bibio collaripes är en tvåvingeart som beskrevs av Enrico Adelelmo Brunetti 1925. Bibio collaripes ingår i släktet Bibio och familjen hårmyggor. Inga underarter finns listade i Catalogue of Life.